# Sociedad Estadounidense de Física
La Sociedad Estadounidense de Física (en inglés: American Physical Society (APS) ) es la segunda mayor organización de físicos del mundo, detrás de la Deutsche Physikalische Gesellschaft (Sociedad Alemana de Física), con más de 48 000 miembros asociados. Esta organización publica más de una docena de revistas científicas, entre ellas las mundialmente conocidas Physical Review y Physical Review Letters, y organiza más de veinte reuniones científicas cada año. También pertenece al American Institute of Physics (Instituto Estadounidense de Física).

## Breve historia
La American Physical Society (APS) fue fundada el 20 de mayo de 1899, cuando treinta y seis físicos se reunieron en la Universidad de Columbia para tal fin. Proclamaron la misión de la nueva sociedad, que es la de "promover y difundir el conocimiento de la física" y, de una forma u otra, la APS ha estado en esa tarea desde entonces. En los primeros años, prácticamente la única actividad de la APS fue la realización de reuniones científicas, inicialmente cuatro por año. En 1913, la APS se hizo cargo de la edición de la Physical Review (Phys. Rev.), que había sido fundada en 1893 en la Universidad de Cornell, y así la publicación de revistas se convirtió en su segunda gran actividad. Al Physical Review le siguió Reviews of Modern Physics en 1929 y Physical Review Letters en 1958. Con el paso de los años, Phys. Rev. se ha subdividido en cinco secciones diferentes, según se diversificaron los campos de la física y proliferaron el número de artículos.
En los últimos años, las actividades de la sociedad se han ampliado considerablemente. Estimulada por el aumento de los fondos federales en el período posterior a la Segunda Guerra Mundial, y aún más por una mayor participación pública de los científicos en la década de 1960, la APS participa activamente en asuntos públicos y gubernamentales, y en la comunidad física internacional. Además, la sociedad lleva a cabo amplios programas de educación, divulgación científica y relaciones con los medios de comunicación. La APS tiene 14 divisiones y 11 grupos temáticos que cubren todos los ámbitos de la investigación en física. Hay 6 foros que reflejan el interés de sus 48.000 miembros sobre cuestiones más amplias, y 9 secciones organizadas por regiones geográficas.
En 1999, la APS celebró su centenario en Atlanta, con la mayor reunión de física. En 2005, la APS tomó el liderazgo en la participación de los Estados Unidos en el Año Mundial de la Física, iniciando varios programas para dar a conocer ampliamente la física durante el 100º aniversario del annus mirabilis de Albert Einstein. Einstein@Home, uno de los proyectos comenzados durante el Año Mundial de la Física, fue un proyecto de computación distribuida popular y motivador en el que participaron casi simultáneamente voluntarios de todos los países del mundo.

## ¿Por qué no se llamaAmerican Physics Society?
Se propuso cambiar el nombre de American Physical Society por el de American Physics Society en las elecciones de 2005. Según una encuesta electrónica realizada por APS en el verano de 2005, la mayoría de los miembros de APS preferían el nuevo nombre. Sin embargo, debido a cuestiones legales, el cambio de nombre planeado fue finalmente abandonado por el Consejo Ejecutivo de la APS.
Para promover el reconocimiento público de la APS como una sociedad de física, manteniendo el nombre clásico, la Junta Ejecutiva de la APS aprobó un nuevo logotipo que incorpora la frase "APS Physics." Se fomenta el uso general de "APS Physics" para referirse a la Sociedad Estadounidense de Física. El nuevo logotipo fue diseñado por Kerry G. Johnson.

## Revistas editadas por la APS

### Serie Physical Review
- Physical Review: Fundada en 1893 en la universidad de Cornell. Posteriormente se subdividió en diversas secciones:[3]
  - Physical Review A: Sobre física atómica, física molecular y óptica; mecánica cuántica, etc.
  - Physical Review B: Sobre materia condensada y física de materiales.
  - Physical Review C: Sobre física nuclear.
  - Physical Review D: Sobre física de partículas elementales y de campos.
  - Physical Review E: Artículos sobre física del caos y física estadística.
  - Physical Review Special Topics - Accelerators and Beams: Sobre aceleradores y haces de partículas.
  - Physical Review Special Topics - Physics Education Research: Sobre la enseñanza y el aprendizaje de la física.
  - Physical Review Online (PROLA): Índices de los artículos publicados en las demás revistas.
  - Physics: Resúmenes, sumarios y comentarios de artículos destacados de otras secciones.
  - Physical Review Focus: Breves explicaciones sobre trabajos de investigación seleccionados.
- Reviews of Modern Physics: Fundada en 1929. Artículos de revisión para graduados y para no especialistas.
- Physical Review Letters: Comentarios, información de reuniones, reseñas bibliográficas.

### Revistas virtuales de ciencia y tecnología
Artículos relevantes sobre algunas áreas concretas.
- VJ of Nanoscale Science and Technology. Editor: David Awschalom, Universidad de California, Santa Bárbara,, ISSN 1553-9644 (en línea)
- VJ of Biological Physics Research. Editor: Robert H. Austin, Universidad de Princeton,, ISSN 1553-9628 (en línea)
- VJ of Quantum Information. Editor: David P. DiVincenzo, Centro de Investigación Thomas J. Watson de IBM, , ISSN 1553-961X (en línea)
- VJ of Applications of Superconductivity. Editor: John Clem, Iowa State University, , ISSN 1553-9636 (en línea)
- VJ of Ultrafast Science. Editor: Philip Bucksbaum, Universidad de Míchigan, , ISSN 1553-9601 (en línea)
- VJ Atomic Quantum Fluids. Editor: Wolfgang Ketterle, Massachusetts Institute of Technology, , ISSN 1935-4061 (en línea)

## Cambio climático
En el 2007, la APS adoptó una declaración oficial sobre el cambio climático:
Las emisiones de gases de efecto invernadero producidas por las actividades humanas están cambiando la atmósfera de manera que afecta al clima de la Tierra. Los gases de efecto invernadero incluyen el dióxido de carbono, así como el metano, el óxido nitroso y otros gases. Son emitidos por la combustión de combustibles fósiles y una amplia gama de procesos industriales y agrícolas. 
La evidencia es incontrovertible: el calentamiento global está ocurriendo. Si no se toman medidas de mitigación, se producirán alteraciones significativas en los sistemas físicos y ecológicos de la Tierra, y es probable que afecten a los sistemas sociales, la seguridad y la salud humanas. Debemos reducir las emisiones de gases de efecto invernadero a partir de ahora. 
Debido a que la complejidad del clima hace difícil una predicción exacta, la APS insta a un mayor esfuerzo para comprender los efectos de la actividad humana sobre el clima de la Tierra, y para proporcionar las opciones tecnológicas con las que responder al desafío climático en el corto y largo plazo. La APS también insta a los gobiernos, universidades, laboratorios nacionales y a sus miembros para que apoyen las políticas y acciones que reduzcan la emisión de gases de efecto invernadero.

## Centro de búsqueda de empleo para físicos
El sitio web APS Careers in Physics es una puerta para físicos, estudiantes y entusiastas de la física para acceder a información sobre empleos relacionados con la física. Mantiene una bolsa de trabajo, ofrece consejos de desarrollo profesional y proporciona enlaces a talleres, becas y recursos sobre la carrera.

## Premio Lilienfeld
La APS ha otorgado el premio Julius Edgar Lilienfeld anualmente desde 1989, con excepción de 2002. El objetivo del Premio Lilienfeld es reconocer las contribuciones sobresalientes a la física. Algunos de los científicos que lo han recibido son: Michael Berry, Alan Guth, Stephen Hawking y Frank Wilczek.

## Premio J. J. Sakurai en Física Teórica de Partículas
El Premio J. J. Sakurai es presentado por la Sociedad Física Estadounidense en su reunión anual, y destaca logros importantes en el área de la física teórica de partículas. El premio, considerado uno de los más prestigiosos de la física, consiste en un incentivo monetario, un certificado que reconoce y cita las contribuciones de la adjudicación, y el viaje de los beneficiarios para asistir a la presentación. El premio está dotado por la familia y los amigos del físico de partículas J. J. Sakurai. El premio se ha venido otorgando anualmente desde 1985.

### En inglés
- Página web de la American Physical Society
- Bolsa de trabajo de la APS Archivado el 27 de diciembre de 2010 en Wayback Machine.
- Blog de la APS relacionado con carreras y empleos en física
- Página Einstein@Home, financiada pr la APS
- Sobre la propuesta para el cambio del nombre de la APS (APS News) Archivado el 7 de junio de 2011 en Wayback Machine.
- Boletín de la American Physical Society Archivado el 20 de febrero de 2020 en Wayback Machine. — resúmenes de artículos presentados en reuniones científicas

- Datos: Q466113
- Multimedia: Societies / Q466113